# SE Tiradentes
SE Tiradentes is een Braziliaanse voetbalclub uit Teresina in de staat Piauí. 

## Geschiedenis
De club werd opgericht in 1959. De club was succesvol in de jaren zeventig toen ze drie keer het staatskampioenschap wonnen en ook deelnamen aan de Série A. Na een nieuwe titel in 1982 nam de club opnieuw deel aan de Série A, voor de laatste keer, en kreeg onder andere een 10-1 draai om de oren van Corinthians. De laatste staatstitel volgde in 1990.

## Erelijst
Campeonato Piauiense1972, 1974, 1975, 1982, 1990